# Stângăceaua
Stângăceaua è un comune della Romania di 1467 abitanti, ubicato nel distretto di Mehedinți, nella regione storica dell'Oltenia. 
Il comune è formato dall'unione di 8 villaggi: Bârlogeni, Breznicioara, Cerânganul, Fața Motrului, Poșta Veche, Satu Mare, Stângăceaua, Târsa.